# Bruno Hoppe

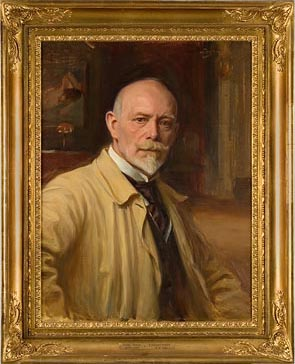
Bruno Hoppe, självporträtt från 1925. Ystads konstmuseum.

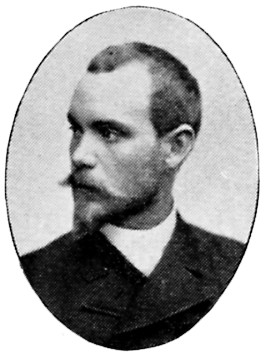
Bruno Hoppe, fotografi från Svenskt Porträttgalleri, 1901.

Bror "Bruno" Christian Hoppe, född 28 november 1859 i Ystad, död 1937 i Malmö, var en svensk målare. Han var son till urmakaren Carl Johan Hopp  och farbror till Ragnar Hoppe.
Bruno Hoppe studerade på Konstakademien i Stockholm 1881–1886, i Köpenhamn 1888–1889 och i Paris 1889–1890.
Under 1890-talet förestod han en målarskola för kvinnor i Malmö, samt 1907–1908 en konstskola med krokiteckning som specialitet i Stockholm.
Bruno Hoppe målade porträtt, genremotiv och landskap. Han utförde ett stort antal porträtt, under sina sista år torra konventionella porträtt. Vidare utförde han flera ypperliga figurstycken, bland annat kvinnoakter, interiörer, gatupartier och några friska landskap. Hoppe var särskilt framstående som akvarellist med orientaliska figurmotiv.
Hoppe finns representerad vid Nationalmuseum. Bruno Hoppe är väl representerad i Malmö museum och i Ystads konstmuseum.
Bruno Hoppe är begravd på Sankt Pauli mellersta kyrkogård i Malmö.

## Bilder, oljemålningar

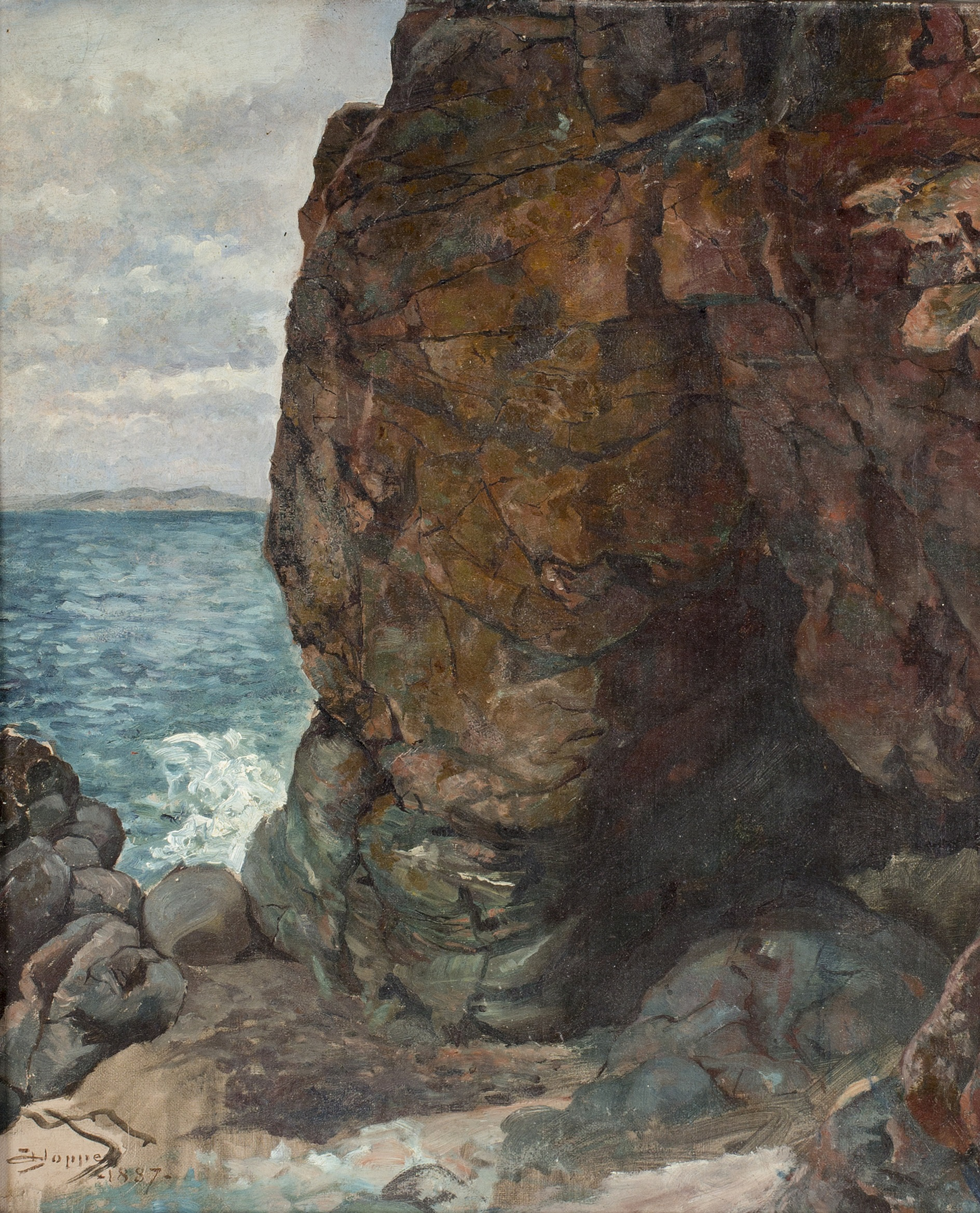
Klippgrotta vid havet, 1887.
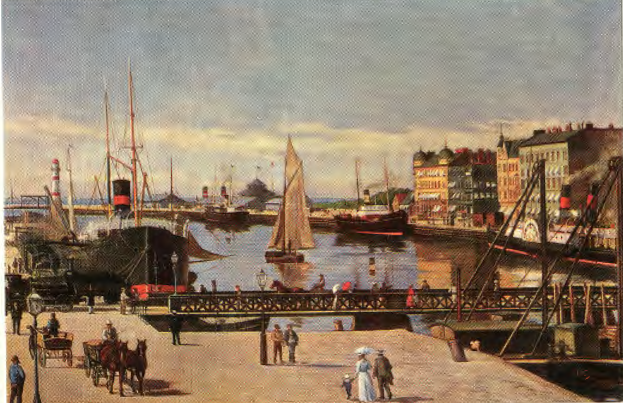
Malmö hamn, 1899.
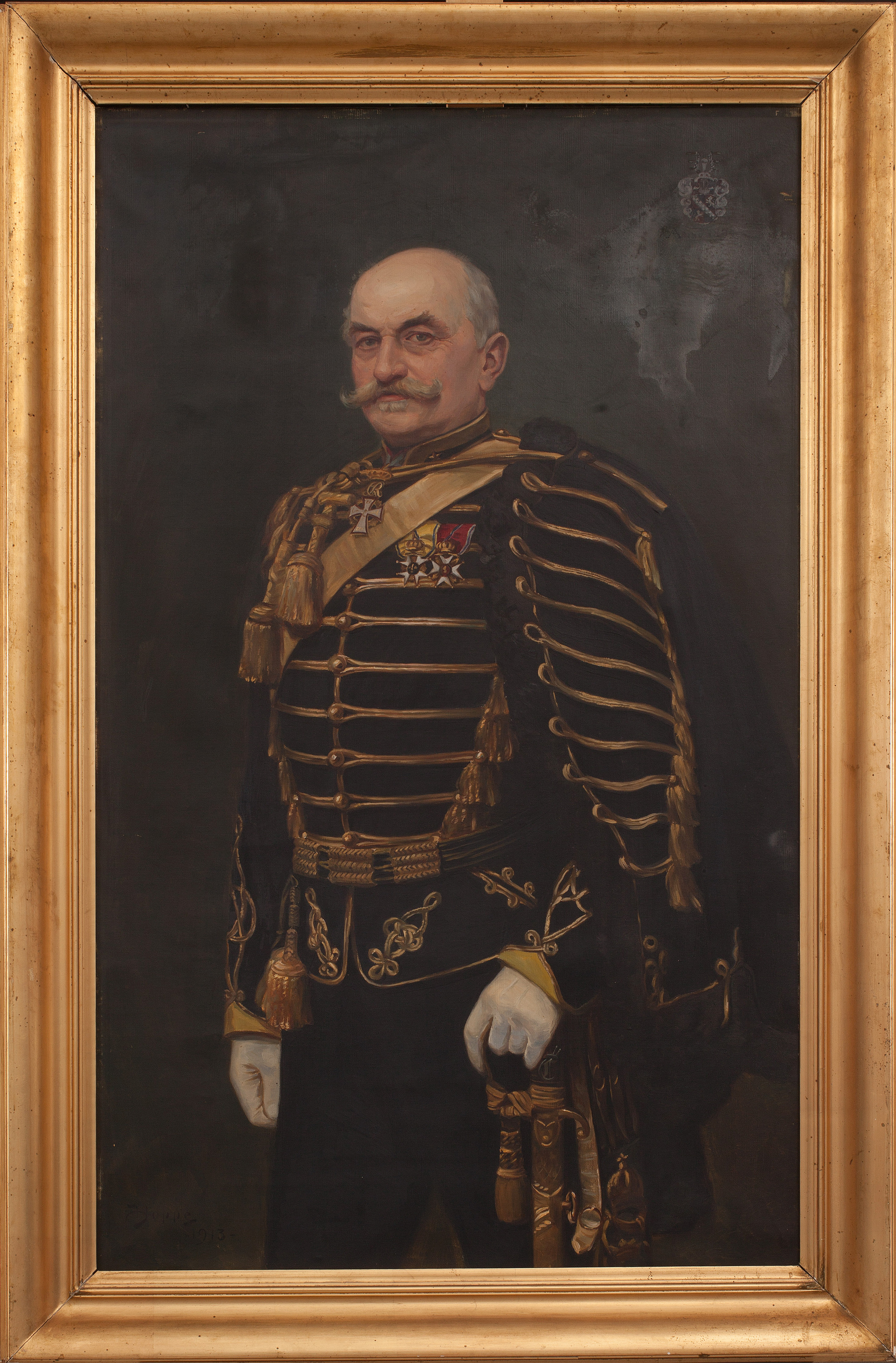
Holger Rosencrantz (1823–1912), 1900.
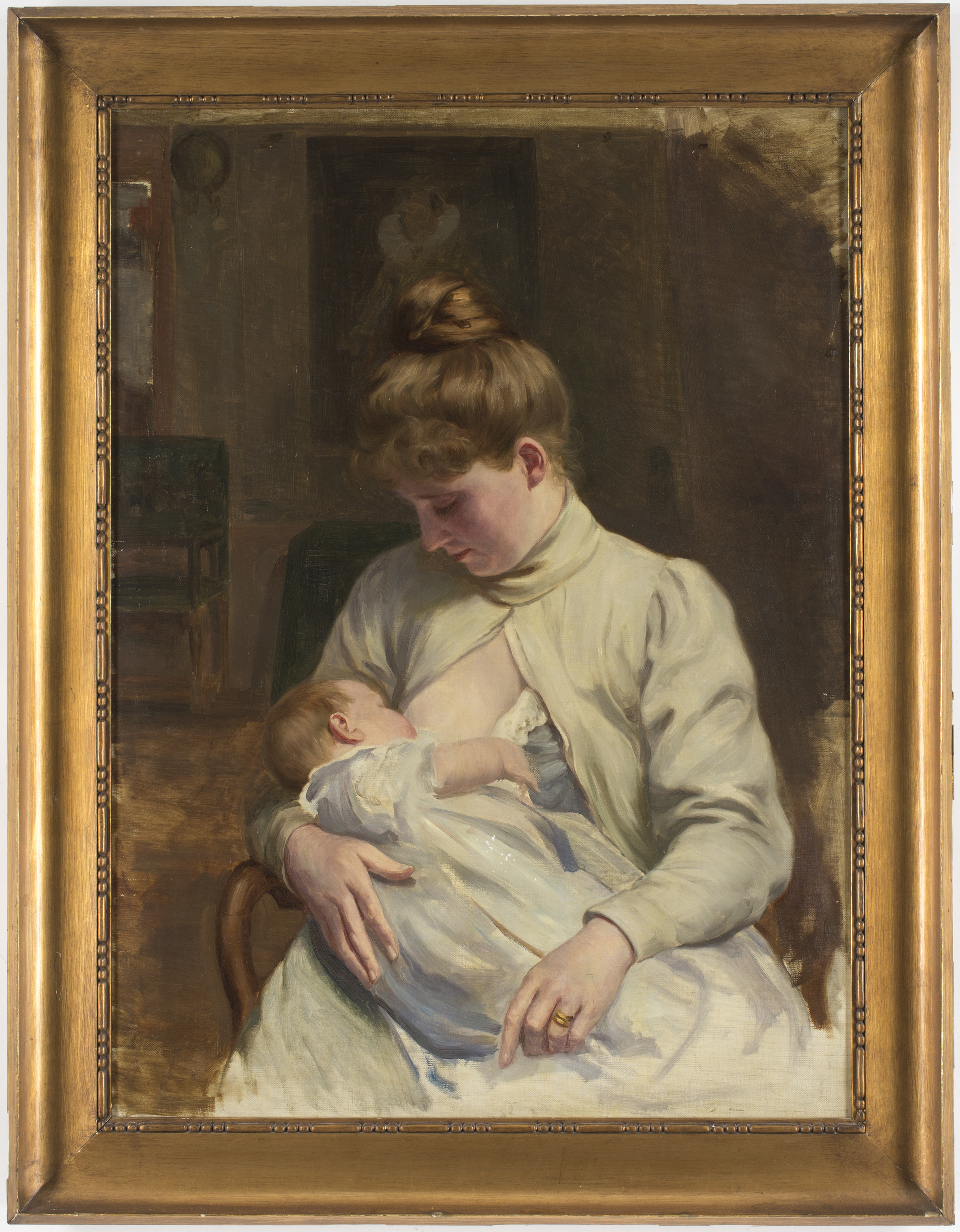
Kvinna med barn, slutet av 1800-talet eller tidigt 1900-tal.
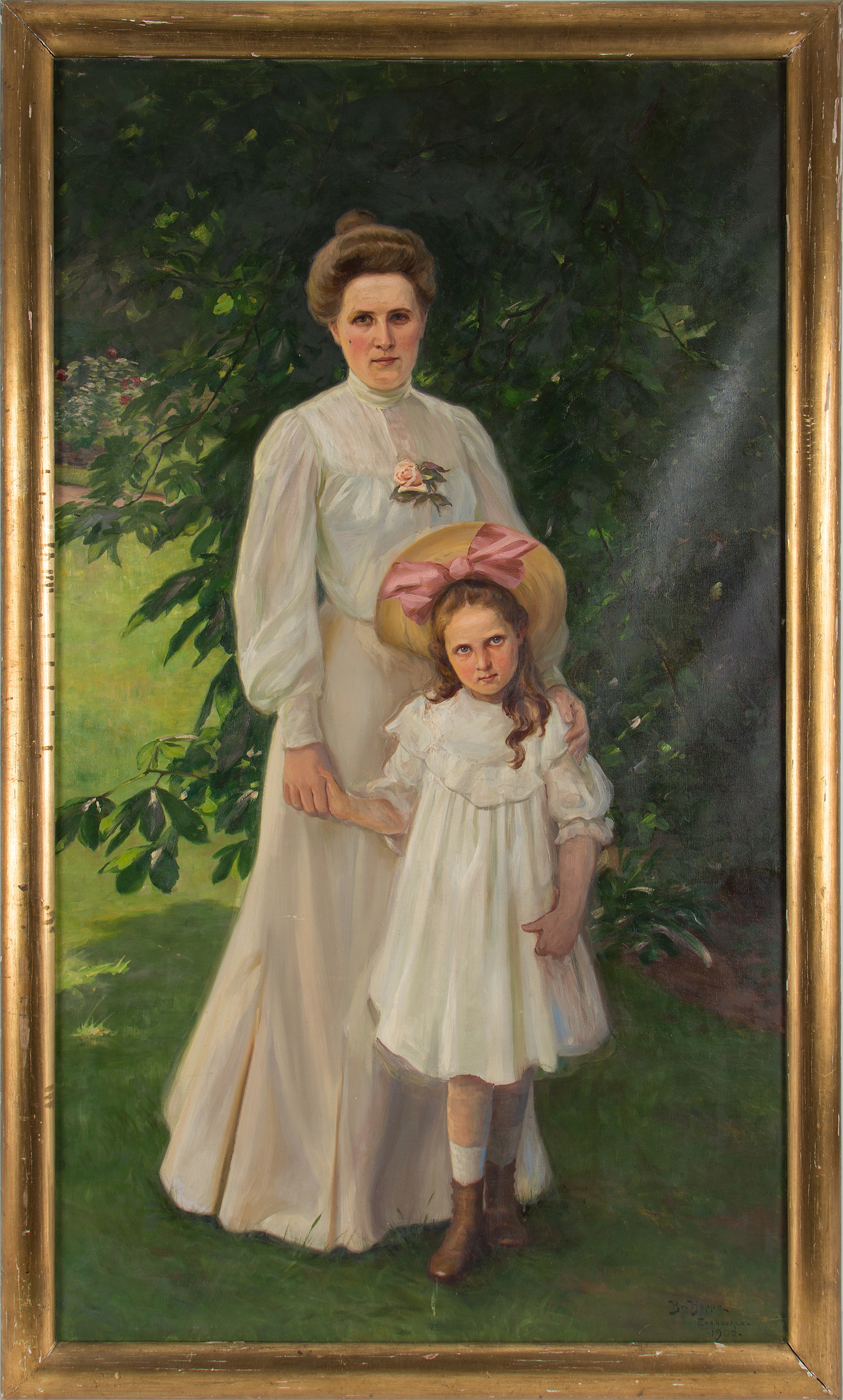
Kvinna med barn, 1905.
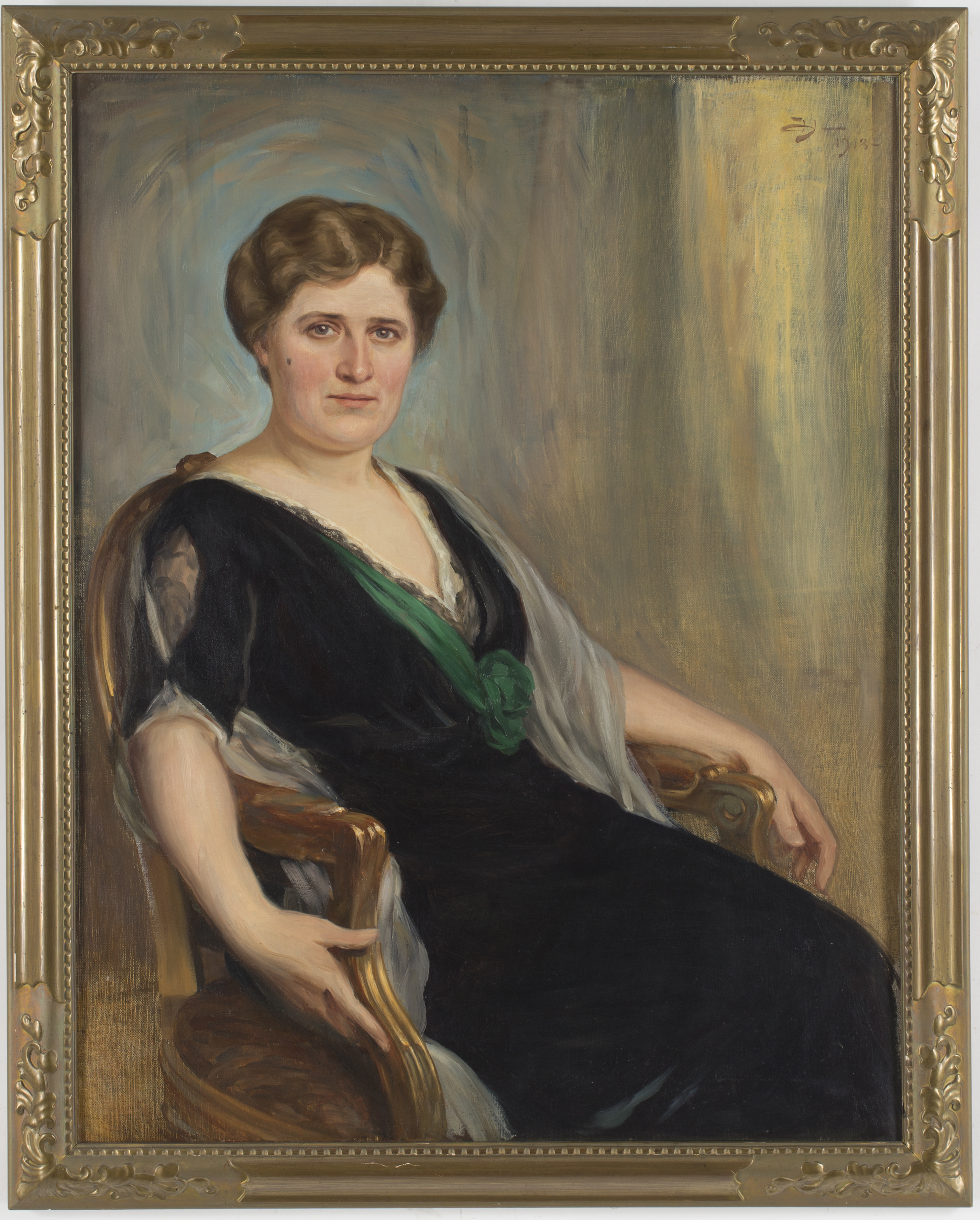
Kvinnoporträtt, 1913.